# Семёновка (Челябинская область)
Семёновка — деревня в Октябрьском районе Челябинской области России. Входит в состав Октябрьского сельского поселения.

## География
Деревня находится на востоке Челябинской области, в лесостепной зоне, на расстоянии примерно 6 километров (по прямой) к юго-западу от села Октябрьское, административного центра района. Абсолютная высота — 182 метра над уровнем моря.

## Население
| 2002 | 2010 |
| ---- | ---- |
| 128  | ↘81  |

Гендерный состав
По данным Всероссийской переписи населения 2010 года в гендерной структуре населения мужчины составляли 54,3 %, женщины — соответственно 45,7 %.
Национальный состав
Согласно результатам переписи 2002 года, в национальной структуре населения русские составляли 66 %.

## Улицы
Уличная сеть деревни состоит из двух улиц.